# Anže Damjan
Anže Damjan, slovenski smučarski skakalec, * 11. september 1987, Ljubljana.
Anže Damjan, ki je mlajši brat bolj znanega Jerneja Damjana, je leta 2003 prvič nastopil na tekmi alpskega pokala, leta 2004 prvič v kontinentalnem pokalu in leta 2006 v Saporu prvič v svetovnem pokalu. Svoje edine točke je osvojil v poletih na planiški velikanki leta 2009 z 20. mestom. Takrat je tudi postavil svoj osebni rekord 190 m.